# バスク州
バスク州（バスクしゅう、バスク語: Euskadi [eus̺kadi], スペイン語: País Vasco [paˈiz ˈβasko], 英語: Basque Country, フランス語: Pays Basque）は、スペイン北部にある自治州。ピレネー山脈の西側に位置し、北側は大西洋のビスケー湾に面している。アラバ県、ビスカヤ県、ギプスコア県の3県で構成されている。
スペイン1978年憲法（現行憲法）によって、バスク州はスペインにおいて強力な自治権を得た。行政区分としてのバスク州はゲルニカ憲章（バスク自治憲章 : スペイン領バスクに住むバスク人の発展のための枠組みを提供する基本的な法的文書）に基づいているが、バスク人が多く住むナバーラ県はバスク州から除外され、単独でナバーラ州となった。バスク州には公式な州都は存在しないが、バスク議会やバスク州政府の本部が置かれるアラバ県のビトリア＝ガステイスが事実上の州都である。人口が最も多い自治体はビスカヤ県のビルバオである。

## 名称
バスク人の居住地という文化的領域としてのバスク地方と、行政区分としてのバスク州との混同には注意が必要である。バスク地方やバスク州を指す呼称として、バスク語にはエウスカル・エリア（Euskal Herria）とエウスカディ（Euskadi）があるが、この2種類はバスク州のみを指す場合と、バスク地方全体を指す場合があり、個人の立場や政治社会的文脈によって様々である。エウスカル・エリアは「バスク語の話されるくに」を意味し、エウスカディはバスク・ナショナリズムの始祖サビノ・アラナの造語である。カスティーリャ語でバスク州はパイス・バスコ（País Vasco）またはエウスカディと呼ばれ、バスク地方全体を指す場合にバスコニア（Vasconia）という単語が使われる場合がある。

## 地理
西はカンタブリア州とカスティーリャ・イ・レオン州、南はラ・リオハ州、東はナバーラ州およびフランスと接しており、北は大西洋のビスケー湾に面している。エブロ川がラ・リオハ州との自然州境を形成している。東西に並行して走る2本のバスク山脈によって、バスク州は地理的に3地域に分けることができる。ビスケー湾に面した北部の「大西洋岸」、地中海に流れ込むエブロ川流域にあたる南部の「エブロ谷」、両者の中間部のアラバ盆地と呼ばれる高原地帯である。

### 地形
北部（大西洋岸）
バスク山脈からビスケー湾に流れ込むネルビオン川、ウロラ川、オリア川、ウルメア川、ビダソア川などの小河川が内陸部に小盆地を形成している。海岸部はリアス式海岸が続き、高い崖や小さな入江で構成されていることから、天然の良港を抱える。砂浜海岸は少なく、レケイティオやサン・セバスティアンなど一部に限られる。ビルバオ・アブラ湾、ビルバオ河口、ウルダイバイ河口、フランスとの国境を形成しているチングディ湾などの地形が特徴である。海岸部に住むバスク人は捕鯨におけるヨーロッパの先駆者であり、ビスケー湾沿岸にはベルメオ、オンダロア、サラウツ、オンダリビアなど、紋章に鯨の図柄を含む自治体が少なからず存在する。協同での捕鯨や遠洋漁業に代表されるように、ビスケー湾岸地域は山間部に比べて集団主義志向であるとされる。
ギプスコア県のスマイア、デバ、ムトゥリク一帯のカンタブリア海の海岸はユネスコ世界ジオパークに指定されている。
中間部（アラバ盆地）
二つの山脈の間の地域はアラバ盆地と呼ばれる高原があり、アラバ盆地の中央部には州都ビトリア＝ガステイスが位置している。河川は山地や盆地からエブロ川に向かって流れ、主な河川にはサドーラ川やバジャス川などがある。北部と中間部の間にはバスク山脈の一部であるゴルベア山地やウルキージャ山地が横たわっており、アラバ県とギプスコア県の県境にはバスク州の最高峰であるアイスコリ山（1,551m）がある。
南部（エブロ平原）
南部のエブロ川流域はリオハ・アラベサと呼ばれ、ラ・リオハ州やアラゴン州などと地中海沿岸的特性を共有している。ブドウの生産が盛んなリオハ地方はラ・リオハ州だけでなくアラバ県にもまたがっており、この地域で収穫されたブドウからリオハ・ワインとして知られる赤ワインが製造されている。中間部と南部を隔てる山地は標高1,000m程度であり、この山地の南側にはカスティーリャ・イ・レオン州の飛地であるトレビニョがある。

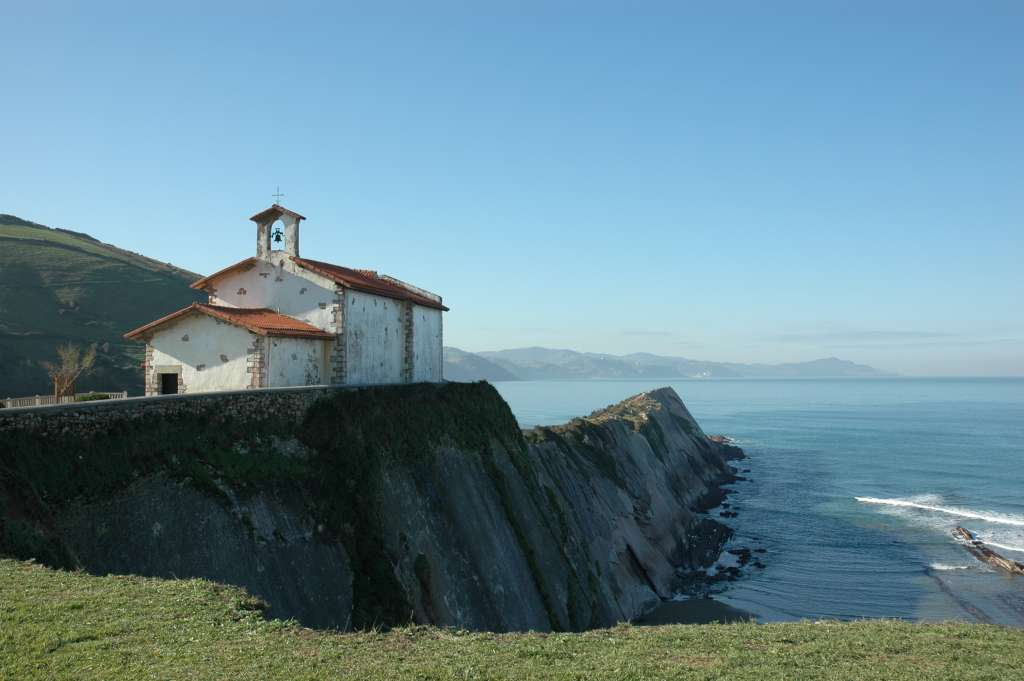
コスタ・バスカ（北部）
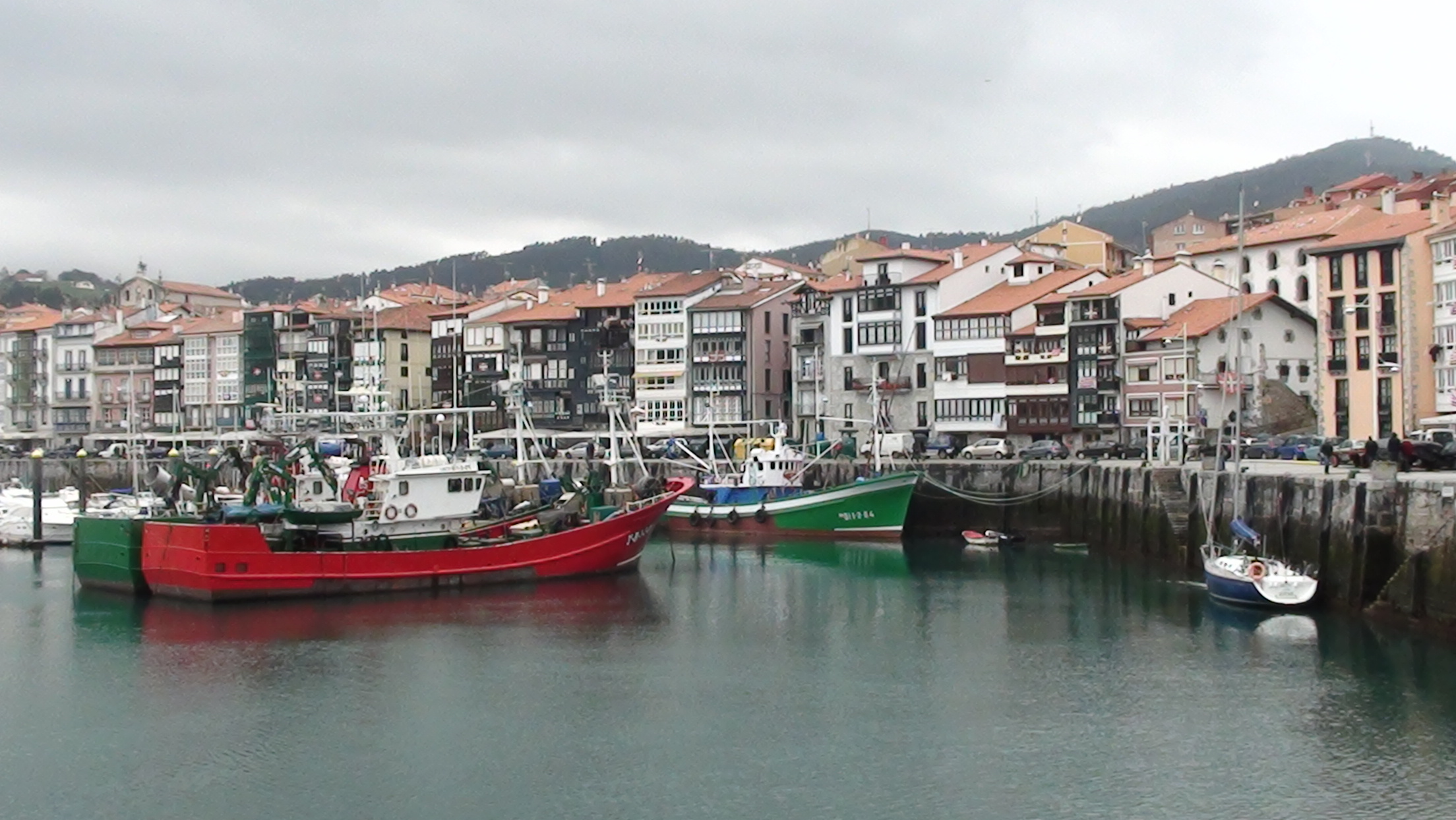
典型的な港町であるレケイティオ（北部）
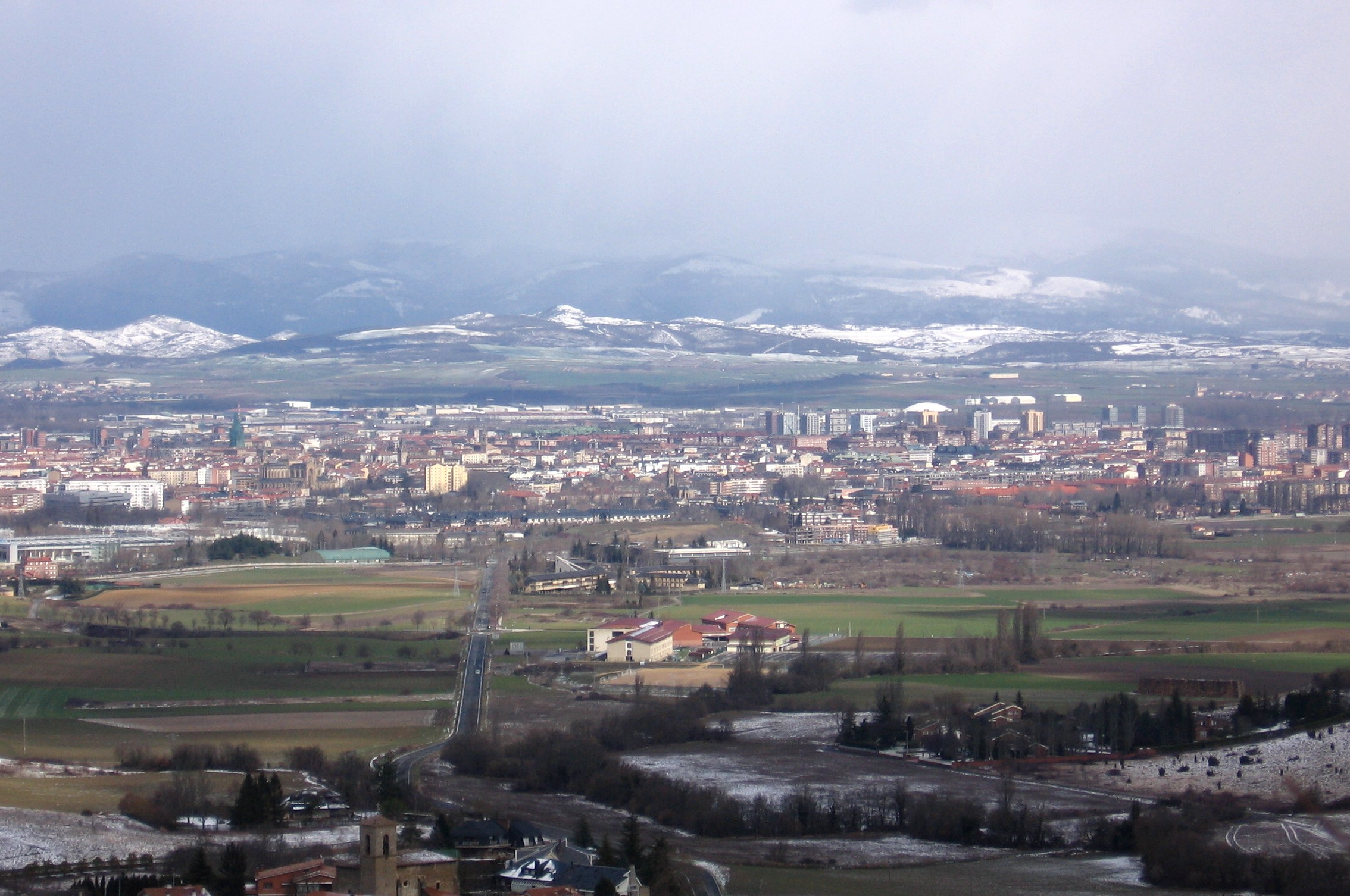
州都ビトリア＝ガステイス（中間部）
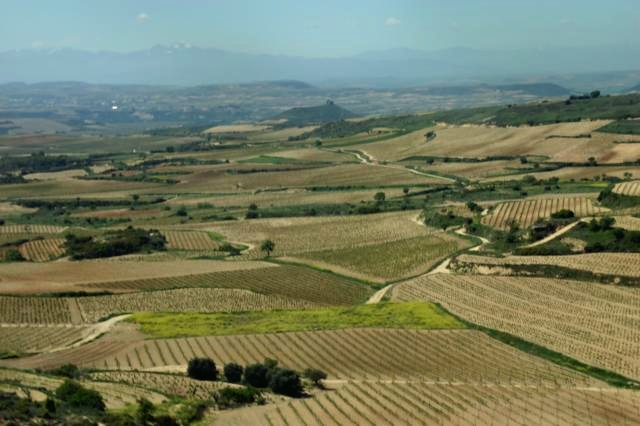
エブロ川流域のブドウ畑（南部）

### 気候
バスク山脈は大西洋と地中海に注ぐ河川を隔てる分水嶺であり、バスク山脈を境にバスク州の気候は明確に区分される。ビスカヤ県やギプスコア県北部の谷、アラバ県のアジャラ谷などはエスパーニャ・ベルデ（スペインの北部大西洋岸地域）の一部であり、湾岸部は西岸海洋性気候（CfB）である。一年中湿度が高く、過ごしやすい気温である。年間降水量は約1,200mmであり、イベリア半島内で最も降水量が多い地域である。ビルバオの1日あたり日照時間は最長を記録する7月が6.06時間、最短を記録する12月が2.51時間である。年間日照時間は1,584時間であり、エスパーニャ・ベルデを除いたスペインの他地域の半分程度、北ヨーロッパのロンドン（イギリス）やワルシャワ（ポーランド）などと同程度である。中央部のアラバ盆地は大陸性気候の影響が大きいが、北部の海洋性気候も混じり合い、乾燥して暖かい夏季と寒く降雪のある冬季をもたらす。南部のエブロ谷は純粋な大陸性気候であり、冬季は寒く乾燥し、夏季はとても温かく乾燥する。降水量は春季と秋季がピークであるが、希少かつ不規則であり、年間300mm程度の少なさである。
| ビルバオ（ビルバオ空港）の気候        | ビルバオ（ビルバオ空港）の気候 | ビルバオ（ビルバオ空港）の気候 | ビルバオ（ビルバオ空港）の気候 | ビルバオ（ビルバオ空港）の気候 | ビルバオ（ビルバオ空港）の気候 | ビルバオ（ビルバオ空港）の気候 | ビルバオ（ビルバオ空港）の気候 | ビルバオ（ビルバオ空港）の気候 | ビルバオ（ビルバオ空港）の気候 | ビルバオ（ビルバオ空港）の気候 | ビルバオ（ビルバオ空港）の気候 | ビルバオ（ビルバオ空港）の気候 | ビルバオ（ビルバオ空港）の気候 |
| 月                                    | 1月                            | 2月                            | 3月                            | 4月                            | 5月                            | 6月                            | 7月                            | 8月                            | 9月                            | 10月                           | 11月                           | 12月                           | 年                             |
| ------------------------------------- | ------------------------------ | ------------------------------ | ------------------------------ | ------------------------------ | ------------------------------ | ------------------------------ | ------------------------------ | ------------------------------ | ------------------------------ | ------------------------------ | ------------------------------ | ------------------------------ | ------------------------------ |
| 日平均気温 °C （°F）                  | 9.0 (48.2)                     | 9.8 (49.6)                     | 10.8 (51.4)                    | 11.9 (53.4)                    | 15.1 (59.2)                    | 17.6 (63.7)                    | 20.0 (68)                      | 20.3 (68.5)                    | 18.8 (65.8)                    | 15.8 (60.4)                    | 12.0 (53.6)                    | 10.0 (50)                      | 14.3 (57.7)                    |
| 降水量 mm （inch）                    | 126 (4.96)                     | 97 (3.82)                      | 94 (3.7)                       | 124 (4.88)                     | 90 (3.54)                      | 64 (2.52)                      | 62 (2.44)                      | 82 (3.23)                      | 74 (2.91)                      | 121 (4.76)                     | 141 (5.55)                     | 116 (4.57)                     | 1,195 (47.05)                  |
| 出典：Agencia Estatal de Meteorología |                                |                                |                                |                                |                                |                                |                                |                                |                                |                                |                                |                                |                                |

### 県と自治体
バスク州はアラバ県、ビスカヤ県、ギプスコア県の3県で構成され、それぞれの県都はビトリア＝ガステイス、ビルバオ、サン・セバスティアンである。1979年の自治州発足後、全252のムニシピオ（基礎自治体）のうち187のムニシピオが自治体名の改名を行った。その多くはスペイン語名をバスク語名に改名したものだが、二言語の名称をハイフンで連結した自治体や、スラッシュで分けた自治体も見られる。ハイフンで連結された場合には二者択一性は担保されておらず、全体で1つの名称として扱われる。スラッシュで分けられた場合は、使用する言語環境によって二者のうちいずれかを選択する。
| 分類   | 日本語               | 公式名                   | カスティーリャ語表記    | バスク語表記               |
| ------ | -------------------- | ------------------------ | ----------------------- | -------------------------- |
| 州名   | バスク州             |                          | País VascoまたはEuskadi | EuskadiまたはEuskal Herria |
| 県名   | アラバ県             | Álava / Araba            | Álava                   | Araba                      |
| 県名   | ビスカヤ県           | Bizkaia                  | Vizcaya                 | Bizkaia                    |
| 県名   | ギプスコア県         | Guipúzcoa                | Guipúzcoa               | Gipuzkoa                   |
| 県都名 | ビトリア＝ガステイス | Vitoria-Gasteiz          | Vitoria                 | Gasteiz                    |
| 県都名 | ビルバオ             | Bilbao                   | Bilbao                  | Bilbo                      |
| 県都名 | サン・セバスティアン | Donostia / San Sebastián | San Sebastián           | Donostia                   |

| # | 自治体               | 県名         | 人口      |    | #              | 自治体       | 県名         | 人口     |
| - | -------------------- | ------------ | --------- | -- | -------------- | ------------ | ------------ | -------- |
| 1 | ビルバオ             | ビスカヤ県   | 349,356人 |    | 6              | イルン       | ギプスコア県 | 61,113人 |
| 2 | ビトリア＝ガステイス | アラバ県     | 241,386人 | 7  | ポルトゥガレテ | ビスカヤ県   | 47,756人     |          |
| 3 | サン・セバスティアン | ギプスコア県 | 186,500人 | 8  | サントゥルツィ | ビスカヤ県   | 47,129人     |          |
| 4 | バラカルド           | ビスカヤ県   | 100,502人 | 9  | バサウリ       | ビスカヤ県   | 41,971人     |          |
| 5 | ゲチョ               | ビスカヤ県   | 79,839人  | 10 | エレンテリア   | ギプスコア県 | 39,324人     |          |

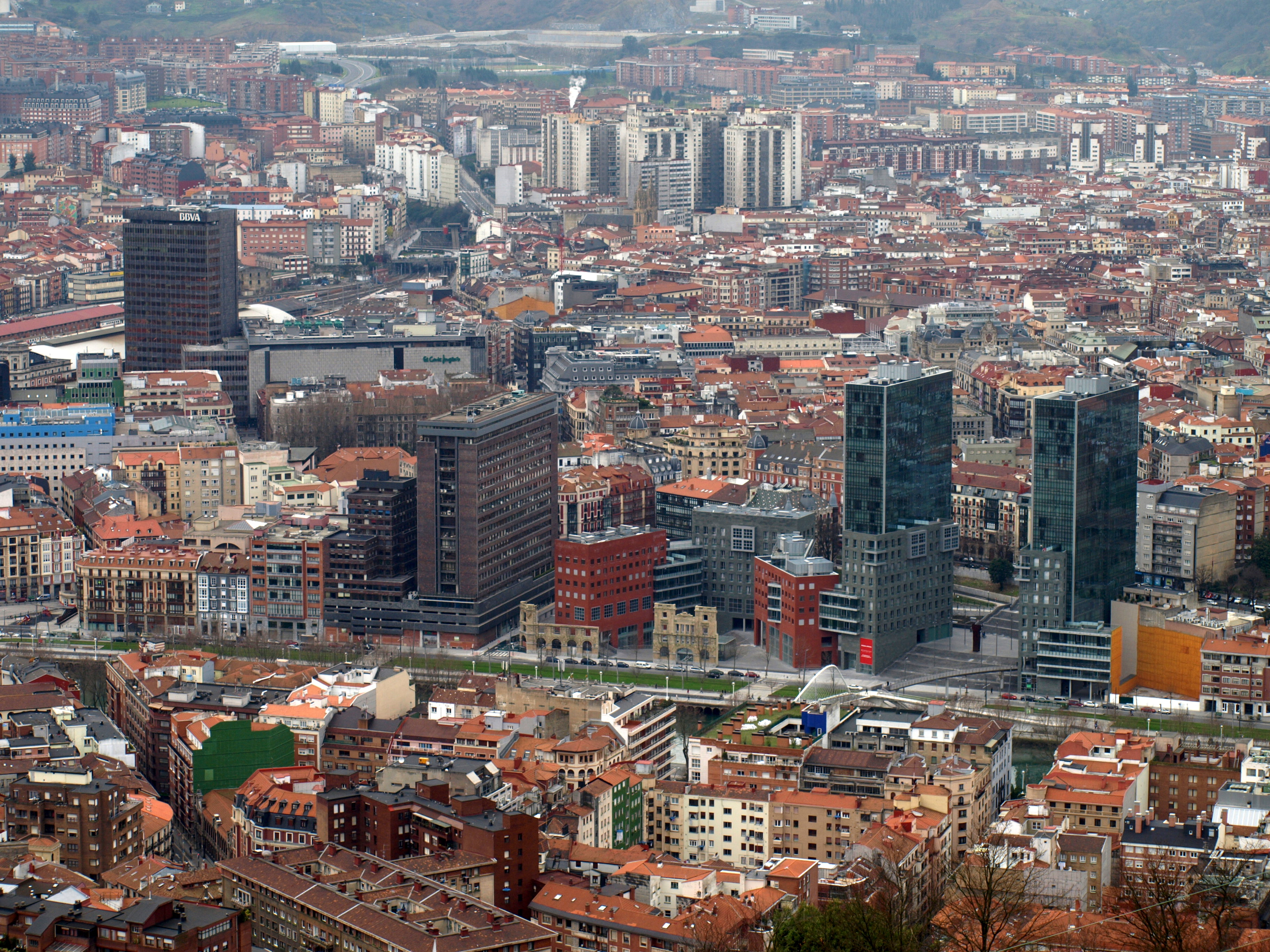
ビルバオ（ビスカヤ県）
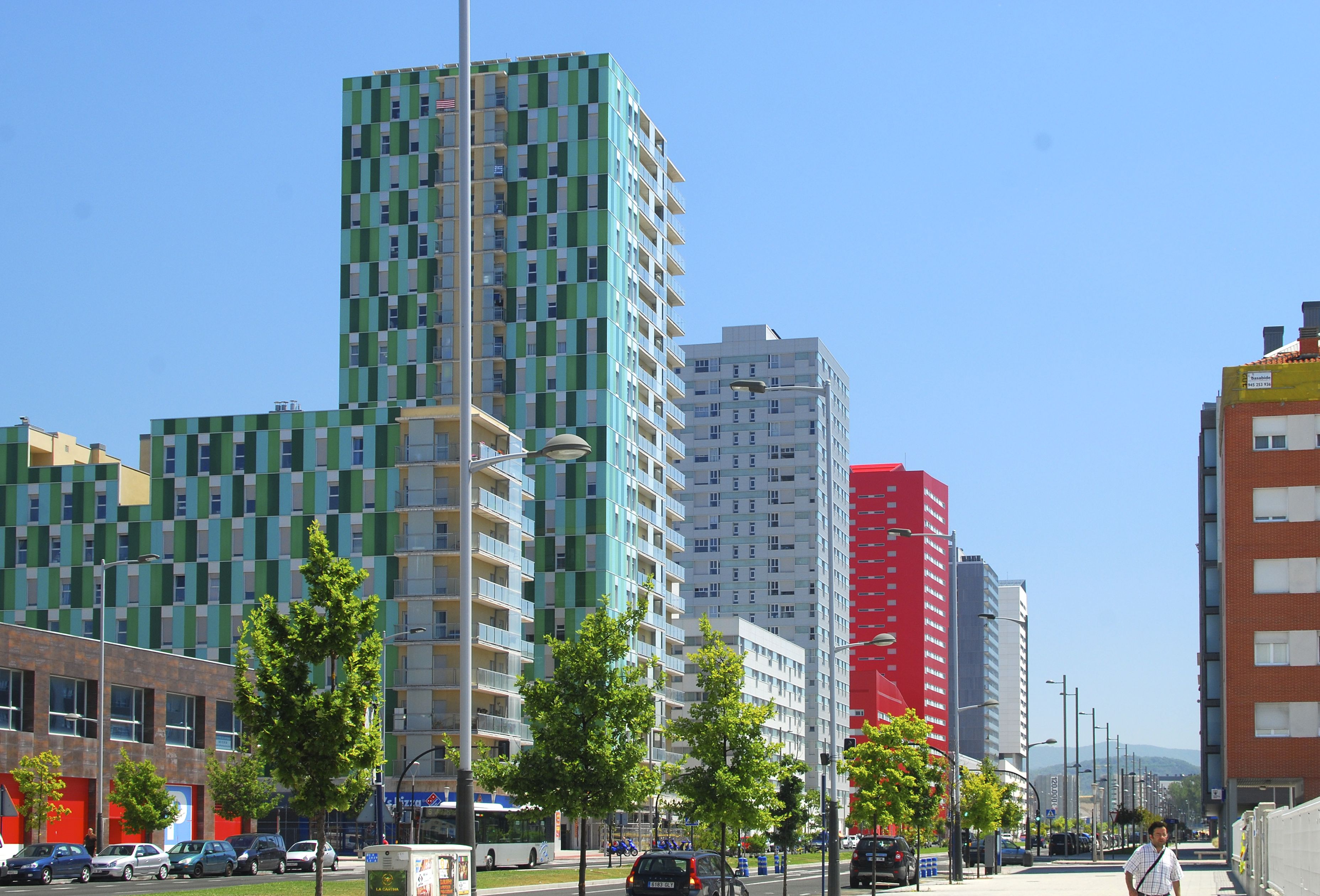
ビトリア＝ガステイス（アラバ県）
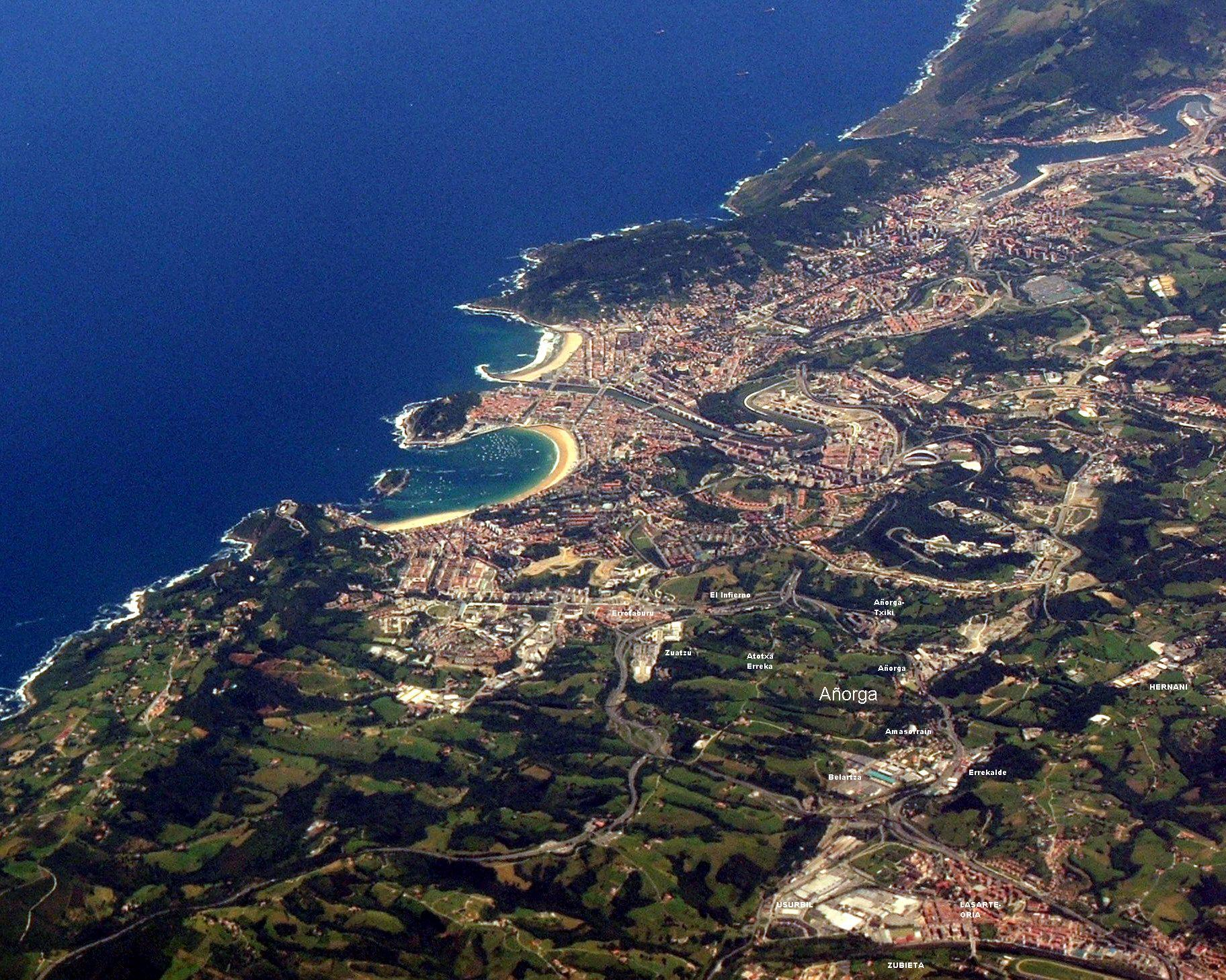
サン・セバスティアン（ギプスコア県）

### 人口
バスク州の人口は約215万人であり、スペインの自治州内における順位は第7位、スペイン全体に占める割合は4.9%である。バスク州で人口が最も多い自治体はビルバオであり、州人口の半分の約100万人はビルバオ都市圏に住む。人口上位の10自治体のうち、6自治体（ビルバオ、バラカルド、ゲチョ、ポルトゥガレテ、サントゥルツィ、バサウリ）がビルバオ都市圏にある。バスク州の人口のうち、28.2%はバスク州外生まれである。
19世紀末には急激な工業化によって人口が大きく増加し、1877年に45万人だった人口は1900年には60万人となった。20世紀の100年間を通してスペインの他地域から移住者がやってきており、特にガリシア州とカスティーリャ・イ・レオン州からの移住者が多い。1950年代以後の高度経済成長期には大量の労働者が流入し、1950年に104万人だった人口は1975年には約2倍の207万人に達した。1970年代半ば以降には技術者や熟練労働者が大量に流出し、1975年から1991年までに13万人以上の社会減を記録した。20世紀末にはかなりの人口がスペイン国内の自身の出身地に戻ったが、逆に南アメリカなど国外からの移民は増加している。スペインの総人口に占める比率は徐々に低下し、また急速に少子高齢化が進行している。ホセ・アランダ・アスナールによれば、バスク州の人口の30%は地域外で生まれ、40%はバスク人の親を持っていない。
| バスク3県の人口 | バスク3県の人口 | バスク3県の人口 | バスク3県の人口 | バスク3県の人口 | バスク3県の人口 | バスク3県の人口 | バスク3県の人口 | バスク3県の人口 |
| --------------- | --------------- | --------------- | --------------- | --------------- | --------------- | --------------- | --------------- | --------------- |
| 年              | 1857            | 1877            | 1900            | 1920            | 1940            | 1960            | 1981            | 2001            |
| 人口            | 413,470         | 450,699         | 602,204         | 783,125         | 948,096         | 1,358,707       | 2,141,809       | 2,082,587       |

## 歴史

### 第二共和政とフランコ時代

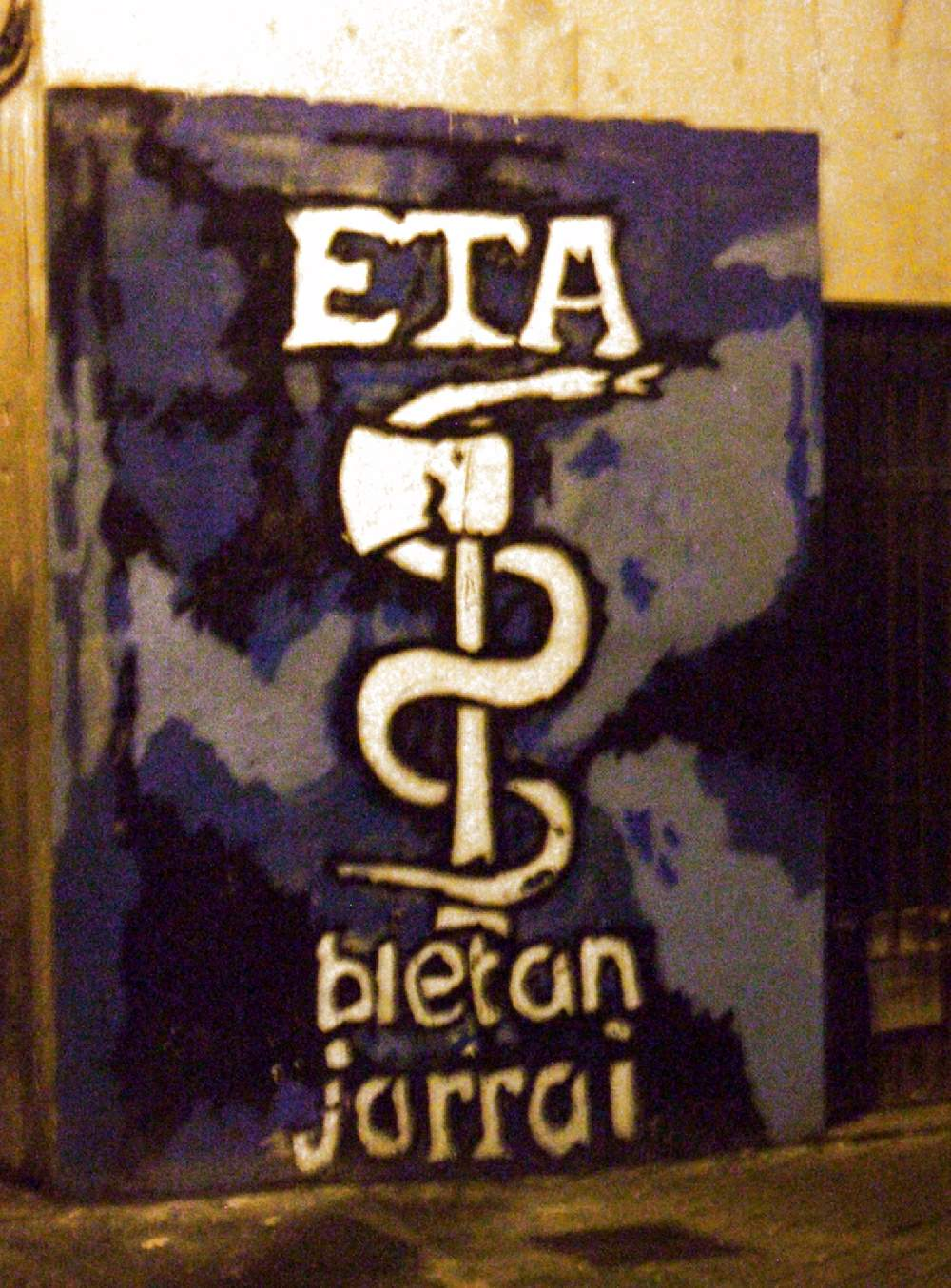
ETAのシンボル

1833年に県という枠組みが導入されてから、スペイン1978年憲法制定とバスク州発足まで、アラバ県、ビスカヤ県、ギプスコア県の3県はカスティーリャ語ではプロビンシアス・バスコンガダス（バスクの県）という名称で知られていた。1931年にはスペイン第二共和政が成立し、ホセ・アントニオ・アギーレらはエステーリャ憲章（バスク自治憲章案）を作成したが、この際には共和国政府に容認されず廃案となった。
スペイン内戦中の1936年10月1日、バレンシアに移転した共和国議会でバスク自治憲章が成立し、バスク自治法が公布されてバスク自治政府が樹立されたが、この時点でナバーラ県とアラバ県の一部は反乱軍側にあり、共和国側の領域となったのはビスカヤ県の全域とギプスコア県の一部だけだった。10月7日には現在のバスク州の前身であるバスク自治政府が発足し、アギーレが初代レンダカリ（首相）に就任した。バスク軍警察やバスク大学を創設するなどして自治を行ったが、スペイン内戦では反乱軍の後押しを受けたナチス・ドイツ軍によるゲルニカ爆撃などが行われ、バスク自治政府は支配領域を全て失って亡命政府となった。バスク亡命政府はバルセロナ、パリ、ニューヨークと拠点を変え、自治憲章が無効とされたバスク地方ではバスク語文化とそれに結びつく象徴的行為が抑圧された。スペイン内戦は反乱軍を率いたフランシス・フランコの勝利に終わり、第二次世界大戦後、1950年代初頭には国際連合やアメリカ合衆国が相次いでフランコ政権との協力体制を構築。ナチスを想起させるバスク・ナショナリズムは西ヨーロッパ諸国に見限られた。このため1952年には地下組織のEKINが結成され、1959年にはバスク祖国と自由（ETA）に発展した。
1950年代にはビスカヤ県とギプスコア県で工業発展が開始され、1960年代にはアラバ県にも工業発展が広がると、近隣諸県から大量に労働者が流入した。1960年代以降には外国資本が導入されるようになり、ビスカヤ高炉などの製鉄企業が発展した。1960年代にはバスク州の域内総生産はスペイン最大の伸び率を示し、1973年にはスペインの工業生産高の56%を産出していた。バスク地方の生活水準は上昇し、1975年にはビスカヤ県の個人所得がスペインの50県中1位となったが、硫黄や塩素などによる生態系への悪影響などが指摘され、また1973年のオイルショックでは経済が大きな打撃を被った。また、都市部への人口集中が顕著になり、経済発展とともにバスク民族意識が薄れ始めた。1975年にはフランコが死去し、スペインでは民主化への移行が開始された。

### スペインの民主化
1978年には国民投票が行われてスペイン1978年憲法（現行憲法）が制定されたが、憲法にはスペイン国家の不可分一体性が明記され、バスク人は「民族を構成するには至らない民族体」と位置付けられた。このため、バスク・ナショナリスト穏健派のバスク民族主義党（PNV）は州民に対して投票棄権を呼びかけ、バスク・ナショナリスト急進左派は憲法否認を呼びかけた。投票率が45%に留まったバスク地域はスペイン国内で最も棄権率が高く、賛成票は投票のうちわずか69%、棄権者・無記入票・反対票の合計は65.4%にも達した。
スペイン1978年憲法は自治州の設置を認めており、1979年にはゲルニカ憲章（バスク自治憲章）がスペイン国会で承認された後にバスク地方での住民投票でも承認され、アラバ、ビスカヤ、ギプスコアの歴史的3領域の自治組織としてのバスク州が発足した。3県の県境は1833年以前の伝統的境界区分をほぼそのまま踏襲したものである。スペイン1978年憲法はフエロなど各地域の歴史的権利を認めており、バスク州は教育・警察・厚生などの分野で大幅な自治権が認められた。今日では世界で最も地方分権化が進んだ地域の一つとされ、『ザ・エコノミスト』誌は「ヨーロッパのどこよりも高い自律性を持つ」としている。この時点ではナバーラ県はバスク州には含まれておらず、憲法ではナバーラ県の意思に基づいてバスク州への統合が可能とされたが、結局1982年に単独でナバーラ州に昇格した。1980年にはバスク州議会議員選挙が行われ、バスク民族主義党が第一党に、バスク州政府としての初代首相（バスク自治政府時代も含めれば第3代）にカルロス・ガライコエチェアが選出された。

### バスク州発足後

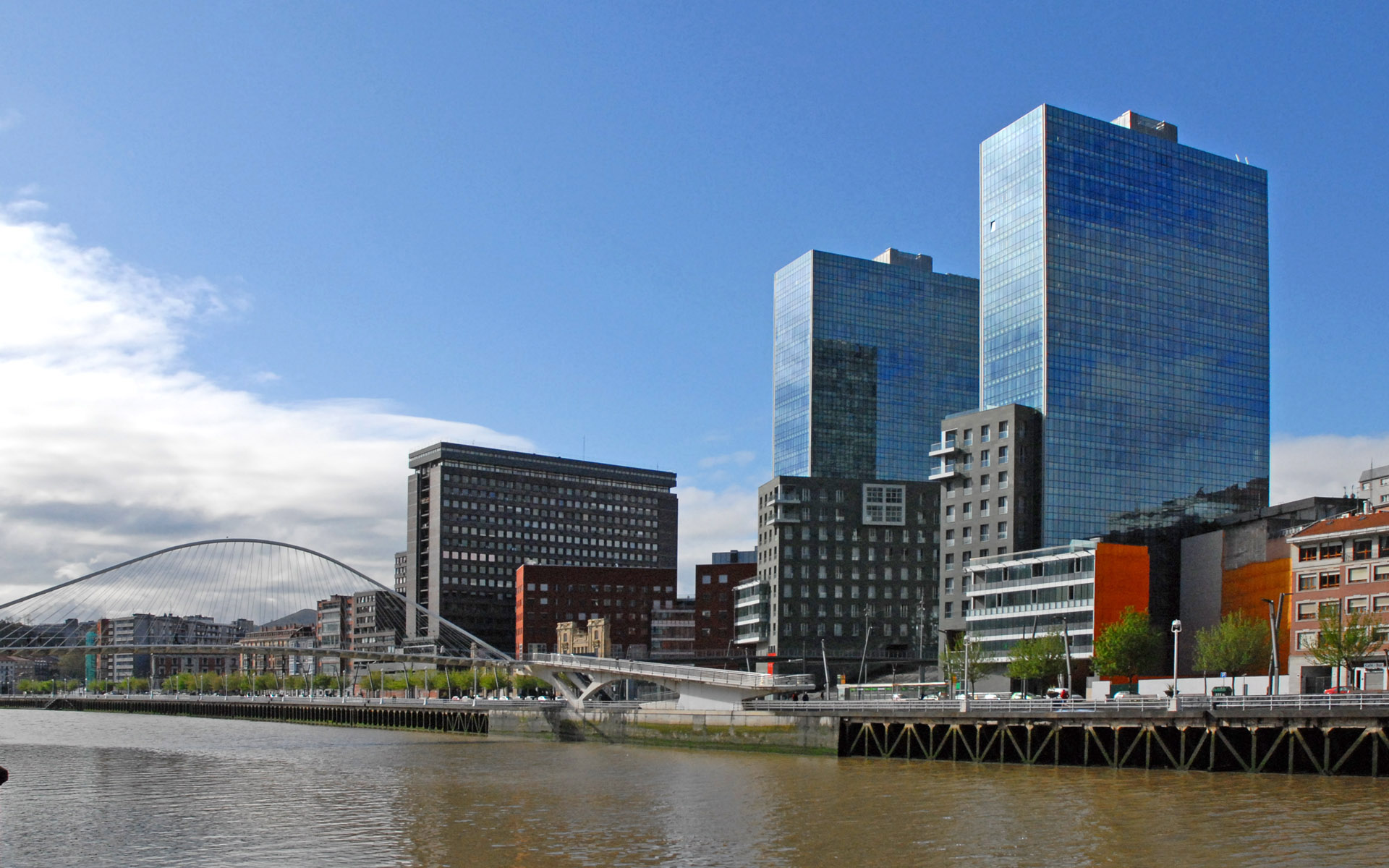
観光都市に生まれ変わったビルバオ。

1975年から1985年まで、バスク州の域内総生産はマイナスとなり、1985年にはビスカヤ県で26%、ギプスコア県で22%という高い失業率を記録した。バスク州は重工業一極型の産業構造・石油依存社会からの転換を図り、1990年の湾岸危機による石油価格高騰の影響も比較的軽かった。1990年頃には第三次産業従事者割合が就業人口の50%を超え、2002年の経済成長率は欧州連合（EU）平均を上回る1.8%、失業率は8.3%にまで回復した。3県都の郊外には工業団地が設置されて企業が誘致され、工業都市だったビルバオはビルバオ・グッゲンハイム美術館の開館に象徴されるように文化産業都市としてよみがえった。
バスク祖国と自由（ETA）はスペインの民主化以後もテロ行為を敢行しており、バスク経済が一定程度回復するとテロリズムの克服が最大の懸念事項となった。ETAの政治部門はHB（人民統一）、エリ・バタスナ（EH、われらバスク人民）、バタスナなどと名を変えて常にある程度の支持を得ていたが、2002年にホセ・マリア・アスナール政権によって非合法化されると活動拠点をフランス領バスクに移した。2004年にはイスラム過激派によるマドリード列車爆破テロが起こったが、スペイン政権与党の国民党（PP）はETAの犯行と即断したことで国民の信頼を失い、スペイン社会労働党（PSOE）が政権与党に返り咲く引き金となった。ETAは1968年の武力闘争開始以後に800人以上を殺害し、1989年、1996年、1998年9月、2006年3月、2010年には休戦または停戦を宣言してスペイン政府との交渉に臨んだが、いずれの宣言も短期間で破棄して武力闘争を再開した。2000年代後半以降にはスペイン当局によって450人以上のメンバーが逮捕され、軍事的・政治的に弱体化したとされている。BBCはETAとスペイン政府との衝突を「ヨーロッパ史上もっとも長い戦争」と表現したが、ETAは2011年に再度休戦を宣言した。
2003年にはバスク州首相のフアン・ホセ・イバレチェがゲルニカ憲章改正案（イバレチェ・プラン）が自治州議会に提議した。この改正案ではバスク地方をスペイン連邦国家を構成する一国家のごとく位置づけており、1年以上の議論を経てバスク州議会が承認したが、スペインの不可分一体性を崩しかねないこのプランはスペイン下院に否決された。

## 政治

### バスク州政府

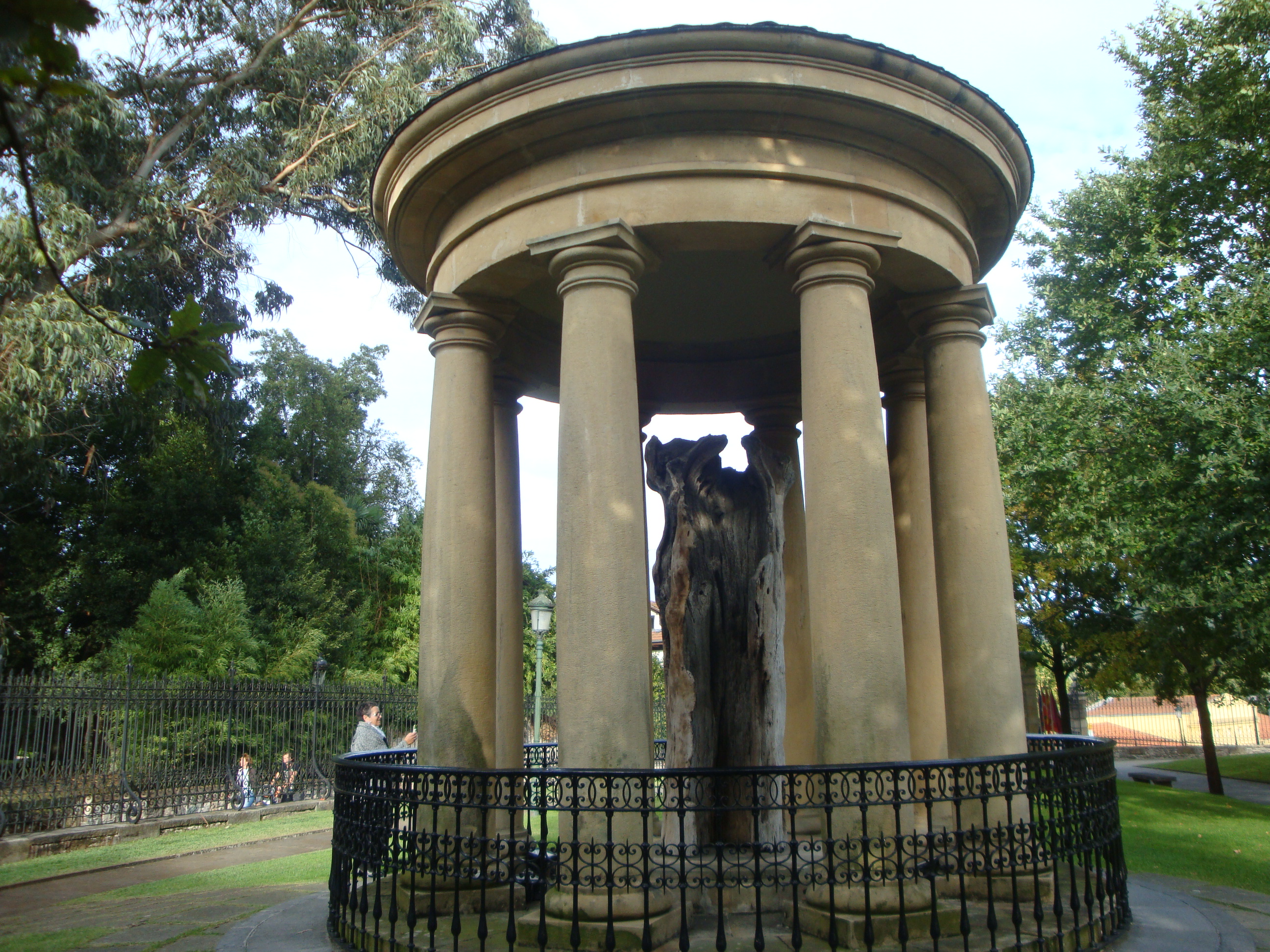
バスクの自治の象徴であるゲルニカの木。

1978年憲法では各地域の「歴史的権利」を認め、中央集権体制と異なる地域のアイデンティティ（バスク、カタルーニャ、ガリシア）との妥協を試みている。カスティーリャ・イ・レオン州、バレンシア州なども含めて、スペインの全ての地域に自治行政や州議会が付与され、バスク州、カタルーニャ州、ガリシア州は歴史的特異性を認められた。まだバスク州はそれぞれの地域の徴税権を有しているが、その意思決定はスペインと欧州連合（EU）によって制限されている。スペイン国会によって承認されたゲルニカ憲章（バスク自治憲章）はスペイン国家の専管事項に抵触しない範囲での自治を認めており、バスク州は自治州警察（エルツァンツァ）、独自の教育制度、財政自由裁量権などを有している。スペインの17自治州のうち15自治州では中央政府が徴税した税金の一部を各自治州に分配しているが、バスク州とナバーラ州では各県に徴税権があり、その一部が分担金としてスペイン国庫に納められる。この高度な財政上の自由裁量権には近隣の自治州から不満もあり、また欧州連合も巻き込んだ問題となっている。バスク州議会とバスク州政府が置かれるビトリア＝ガステイスが事実上の州都だが、ゲルニカ憲章では公式な州都は定められていない。バスク州議会によって選出されたレンダカリ（バスク州首相）は就任後にゲルニカのオークの木の下で宣誓を行い、その傍らにあるバスク議事堂 で就任式を行う。

### バスク自治州議会

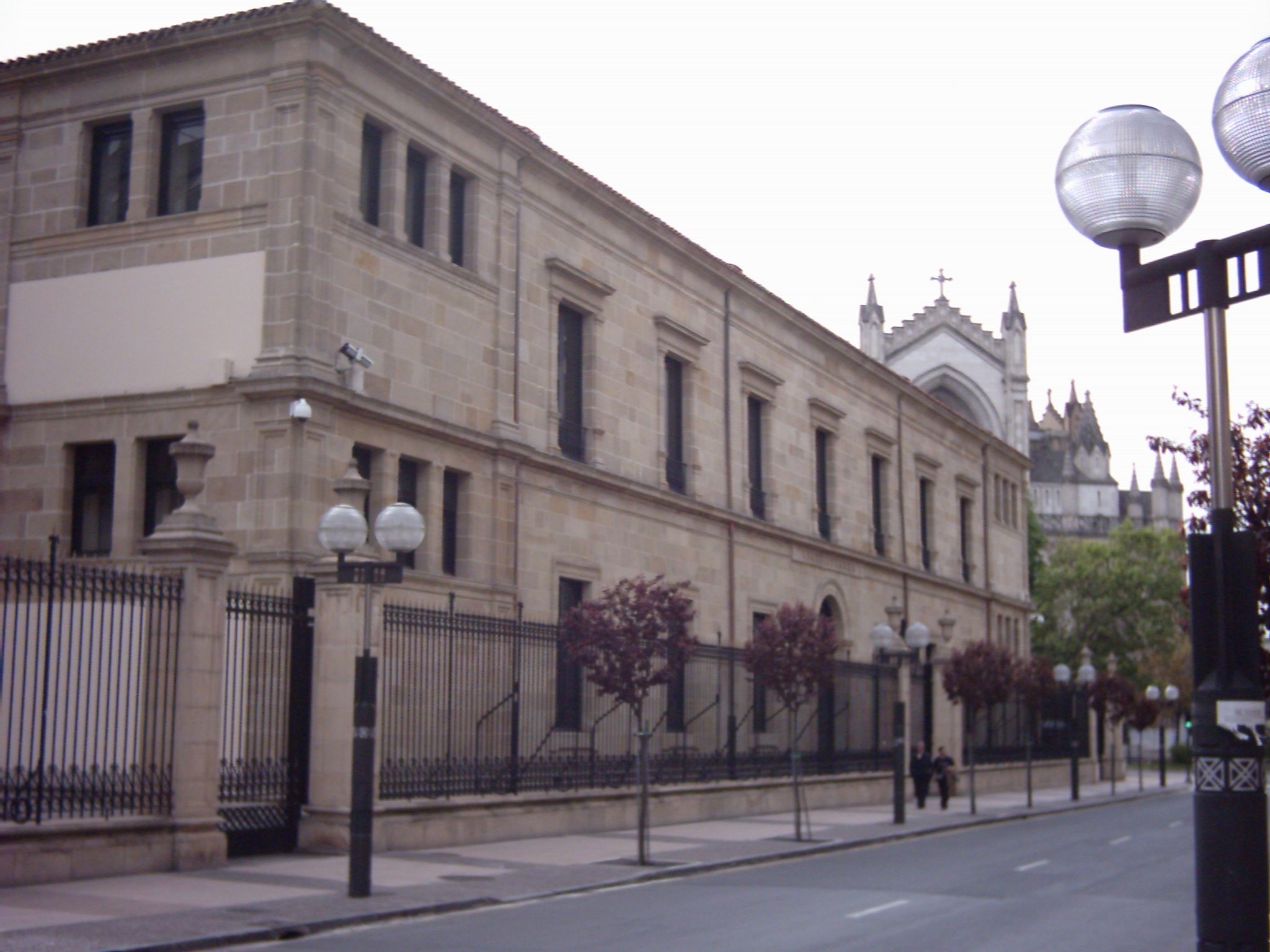
ビトリア＝ガステイスにあるバスク州議会。

バスク自治州議会は3県から直接選挙で25人ずつ選出された計75人の議員からなる。人口最少のアラバ県と人口最多のビスカヤ県では約4倍の人口差があり、一票の格差が問題となっている。1980年（第1回）バスク自治州議会選挙ではバスク民族主義党（EAJ=PNV）が25議席を獲得して単独で政権党となり、初代レンダカリ（首相）にはカルロス・ガライコエチェアが就任した。バスク祖国と自由（ETA）の政治部門であるエリ・バタスナ（HB、バタスナの前前身）とバスク左翼（EE）を含めて42議席をバスク・ナショナリスト政党が占め、非バスク・ナショナリスト政党のバスク社会党（PSE）（スペイン社会労働党のバスク支部）は9議席、国民同盟（AP）（社会労働党と並ぶスペインの二大政党）は6議席を獲得するにとどまった。1984年自治州議会選挙では議席数が各県から25人の計75議席に増加し、バスク・ナショナリスト勢力は70%弱の得票を得て、再びバスク民族主義党が単独で政権党となったが、既に内部分裂の兆しを見せていた。首相のガライコエチェアとシャビエル・アルサリュスが対立し、1984年12月にはガライコエチェアの不信任決議が採択されて後任にはホセ・アントニオ・アルダンサが就任した。ガライコエチェアはバスク民族主義党から離脱してバスク連帯（EA）を結成し、バスク国家の独立を標榜した。1986年自治州議会選挙での得票数1位はバスク民族主義党だったが、バスク連帯に票が流れた結果議席数を前回選挙の半分程度まで減らし、議席数では19議席を獲得したバスク社会党を下回ったことで、バスク民族主義党はバスク社会党と連立して政権を担った。1990年自治州議会選挙ではバスク民族主義党がバスク連帯の支持票を奪還して第1党に返り咲き、バスク連帯やバスク左翼と連立を組んで政権を担った。バスク社会党の支持票は国民党（PP）に流れ、またエリ・バタスナは過去最大の得票率を得た。
1994年自治州議会選挙ではバスク民族主義党とバスク連帯とバスク社会党が、1998年自治州議会選挙ではバスク民族主義党とバスク連帯が連立を組んで政権を担った。1982年から1998年まで、ETAに近いエリ・バタスナや後継のバスク市民（バタスナの前身）はバスク自治州議会への出席を拒否していたが、1998年以後の3年間は、政権党はバスク市民の議会内支援を得て議会内過半数に達した。2001年自治州議会選挙ではバスク・ナショナリスト政党の得票率が過去最低の53%となったが、バスク民族主義党はバスク連帯と統一左翼（IU）と連立を組んで議会内過半数を保った。2001年9月のアメリカ同時多発テロは世界的な反テロリズムの潮流を巻き起こし、ETAと関わりが深いバタスナは国民党のホセ・マリア・アスナール政権によって非合法化された。
2005年選挙ではバスク民族主義党とバスク連帯と統一左翼が連立を組んで政権を担った。2009年自治州議会選挙では得票率・議席数ともにバスク民族主義党が第1党だったが、第2党のバスク社会党と第3党の国民党が結束して議会内過半数を確保し、バスク社会党のパチ・ロペスが史上初となるバスク民族主義党以外からの首相となった。2012年自治州議会選挙ではバスク民族主義党が第1党となり、バスク連帯を中心とする政党連合のEHビルドゥが21議席を獲得して第2党に躍進した。バスク民族主義党のイニゴ・ウルクリュが首相となり、首相の座が再びバスク民族主義党に戻った。
| バスク州政府首班（レンダカリ） | バスク州政府首班（レンダカリ）     | バスク州政府首班（レンダカリ） |
| 在任期間                       | 名前                               | 出身政党                       |
| ------------------------------ | ---------------------------------- | ------------------------------ |
| 1980-1985                      | カルロス・ガライコエチェア         | バスク民族主義党（PNV）        |
| 1985-1999                      | ホセ・アントニオ・アルダンサ・ガロ | バスク民族主義党（PNV）        |
| 1999-2009                      | フアン・ホセ・イバレチェ           | バスク民族主義党（PNV）        |
| 2009-2012                      | パチ・ロペス                       | バスク社会党（PSE-PSOE）       |
| 2012-                          | イニゴ・ウルクリュ                 | バスク民族主義党（PNV）        |

### 領土問題

#### ナバーラ州との関係
歴史的にはナバーラ州もバスク地方の一部である。1979年にバスク州が成立すると、バスク州はアラバ、ビスカヤ、ギプスコア、ナバーラの4領域の紋章を自治州の紋章に組み込んだが、1982年に成立したナバーラ州はナバーラの紋章がバスク州の紋章に含まれていることに抗議し、バスク州政府はナバーラの紋章部分を空白とした紋章に切り替えた。スペイン1978年憲法の暫定規則4とゲルニカ憲章第2条にはナバーラをバスク州に編入させることを想定した文言がある。ナバーラの独自性を擁護する政治的思潮としてナバリスモがあり、バスク・ナショナリズムの台頭と同時期に興った。ナバーラ住民連合はナバリスモを体現する政党であり、バスク州への編入可能性を明記した暫定規則4の除去する憲法改正をスペイン国会に繰り返し要求している。

#### 飛地
バスク州はトレビニョ（カスティーリャ・イ・レオン州・ブルゴス県）とバリェ・デ・ビジャベルデ（カンタブリア州）という二つの他州の飛地を有している。人口約2,000人、アラバ県の県都ビトリア＝ガステイスの南に隣接するトレビニョは2006年時点で13.5%がバスク語話者であり、バスク州は財政的支援を行っている。トレビニョの住民は少なくとも16世紀からアラバ県への編入を望んできたとされ、1940年の住民投票では96%が編入に賛成し、1958年の住民投票でも賛成多数だった。1979年の成立したバスク自治憲章ではトレビニョのバスク州への編入の可能性に言及しているが、ブルゴス県は一貫して分離を認めていない。ビスカヤ県西部にあるビジャベルデは人口400人程度の飛び地であり、やはり住民は1980年代から1990年代にかけてバスク州への編入に熱心だったが、編入は実現していない。

## 経済

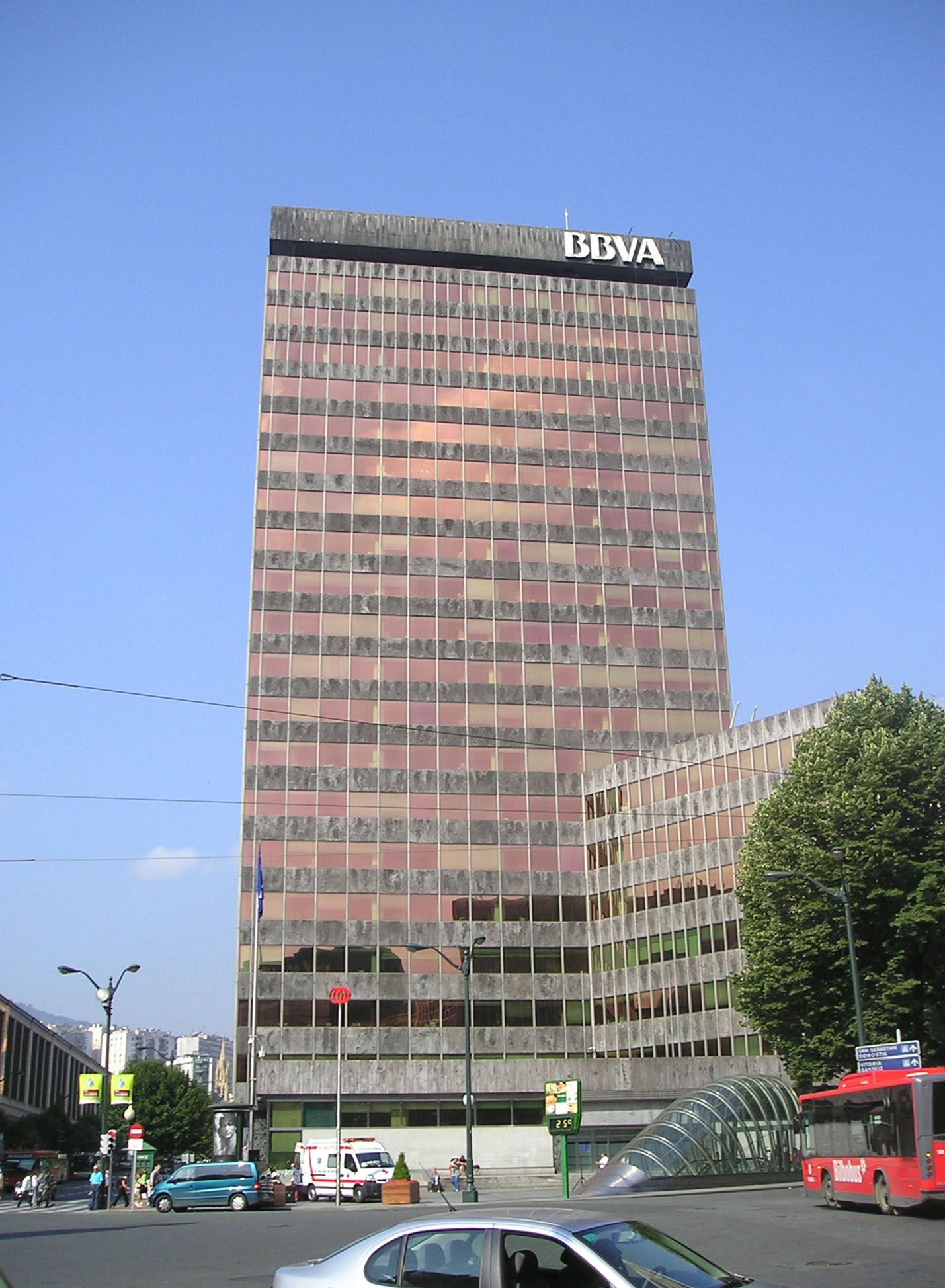
ビルバオにあるBBVAの本社。

1970年代と1980年代の経済危機の時代、製鉄業や造船業などの伝統的な産業は停滞し、かわってハイテク産業が成長した。現在、バスク州の工業部門で大きな割合を占めているのは、ビスカヤ県とギプスコア県の盆地に存在する工作機械産業、ビトリア＝ガステイスの航空機械工業、ビルバオのエネルギー産業である。バスク州に本拠を持つ大企業としては、金融業のビルバオ・ビスカヤ・アルヘンタリア銀行（BBVA、本社ビルバオ）、エネルギー業のイベルドローラ（本社ビルバオ）、鉄道車両のCAF（本社ギプスコア県ベアサイン）、モンドラゴン協同組合企業（本社ギプスコア県アラサーテ/モンドラゴン）、風力発電機のシーメンスガメサ・リニューアブル・エナジー（本社ビスカヤ県サムディオ）が挙げられる。
バスク州の1人あたり所得はスペインの州の中で最も高い。2002年時点の1人あたりGDPは、スペインの全17州中でマドリード州とナバーラ州に次ぐ第3位だったが、2006年にはマドリード州に次ぐ第2位となった。2010年における1人当たりGDPは31,314ユーロであり、スペインの平均よりも33.8%高く、欧州連合（EU）の平均よりも40%高い。2012年におけるバスク州の失業率は約14.56%であり、スペイン全体の失業率（24.6%）を大きく下回っている。2013年の、バスク州の公的債務はGDPの13.00%（1人あたり8,825ユーロ）であり、スペイン全体の93.90%（1人あたり960,676ユーロ）を大きく下回った。2009年にはバスク州の経済は3.3%縮小したが、スペイン全体の縮小率3.6%を下回った。
風力発電産業が盛んであり、再生可能エネルギー分野で日本の福島県と協力関係にある。

## 社会

### 交通
道路

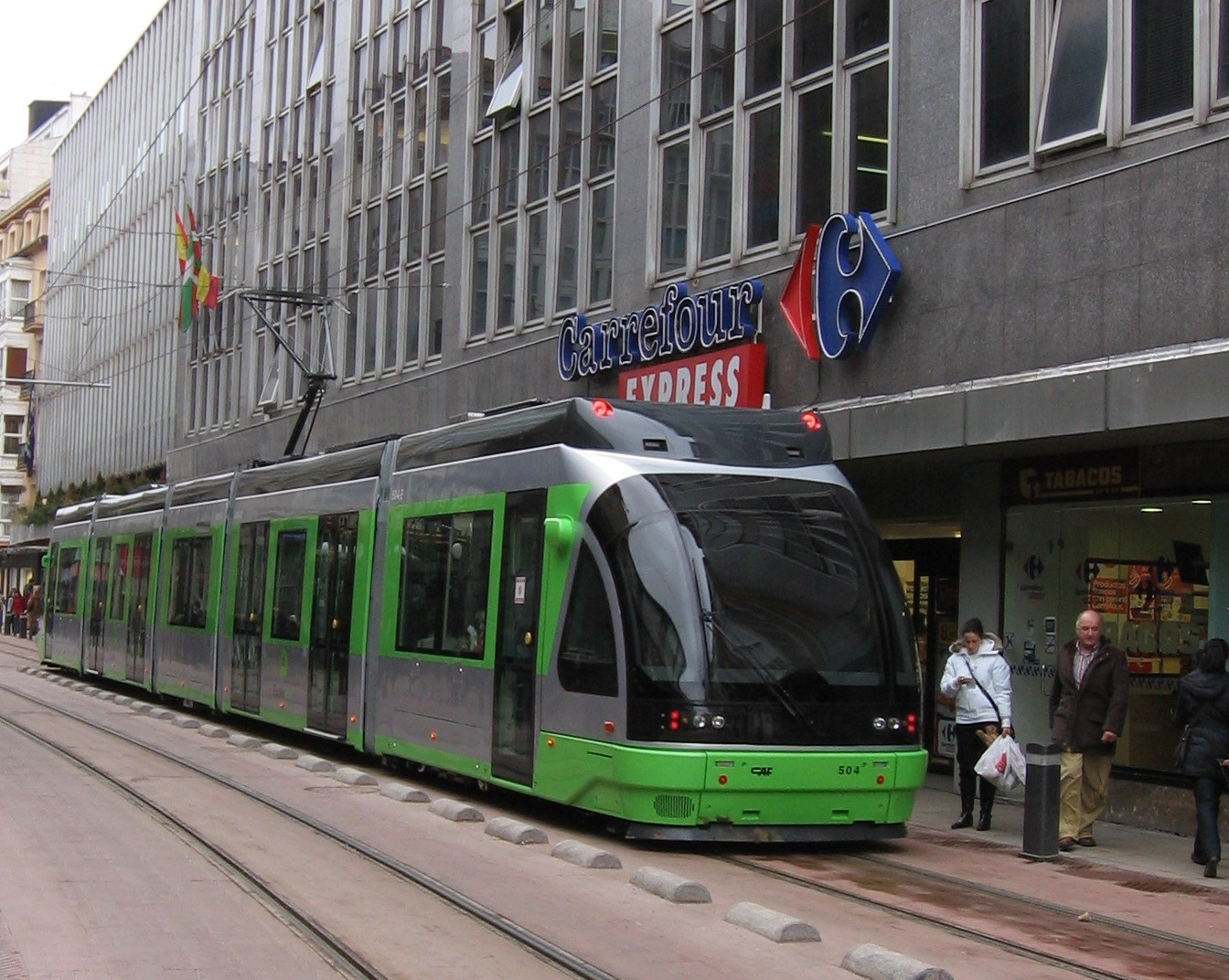
ビトリア＝ガステイス・トラム

道路交通の大動脈は、ビルバオからサン・セバスティアンを経由してフランス国境までを結ぶAP-8号線と、サン・セバスティアンからビトリア＝ガステイスを経由してスペイン中央部までを結ぶA-1号線である。この他の主要な高速道路には、ビルバオとサラゴサを結ぶAP-68号線などがある。
鉄道
バスク州政府が所有するバスク鉄道は狭軌の路線を持つ鉄道会社であり、ビルバオ都市圏内やサン・セバスティアン都市圏内、ビルバオとサン・セバスティアンの都市間鉄道路線を運行している。バスク鉄道が所有するエウスコ・トランはビルバオ・トラムとビトリア＝ガステイス・トラム（路面電車）を運行している。メトロ・ビルバオ（地下区間を有する都市鉄道）はビルバオ都市圏で2路線が運行されている。
レンフェ（スペイン国鉄）はビトリア＝ガステイスとサン・セバスティアンやビルバオ、ビルバオとスペイン中央部を結ぶ広軌の路線を運行している。レンフェはセルカニアスと呼ばれる通勤鉄道網をスペインの主要都市圏で運行しており、バスク州ではビルバオ都市圏（セルカニアス・ビルバオ）とサン・セバスティアン都市圏で運行されている。スペイン狭軌鉄道（FEVE）はビルバオとバルマセダの間で都市鉄道を運行しており、またビルバオとスペイン北部の他州を結ぶ路線を運行している。
バスク州3県の県都を結ぶ高速鉄道ネットワークのバスクYが建設中であり、2017年に完成予定である。バスクYはフランスのアンダイエでフランスの高速鉄道網と接続する予定であり、スペインの首都マドリードとフランスを結ぶ主要な路線となる。バスク地方の山がちな地形のため、バスクYの路線の大部分はトンネルか橋梁を走行し、総建設費は10億ユーロとなる予定である。
空港

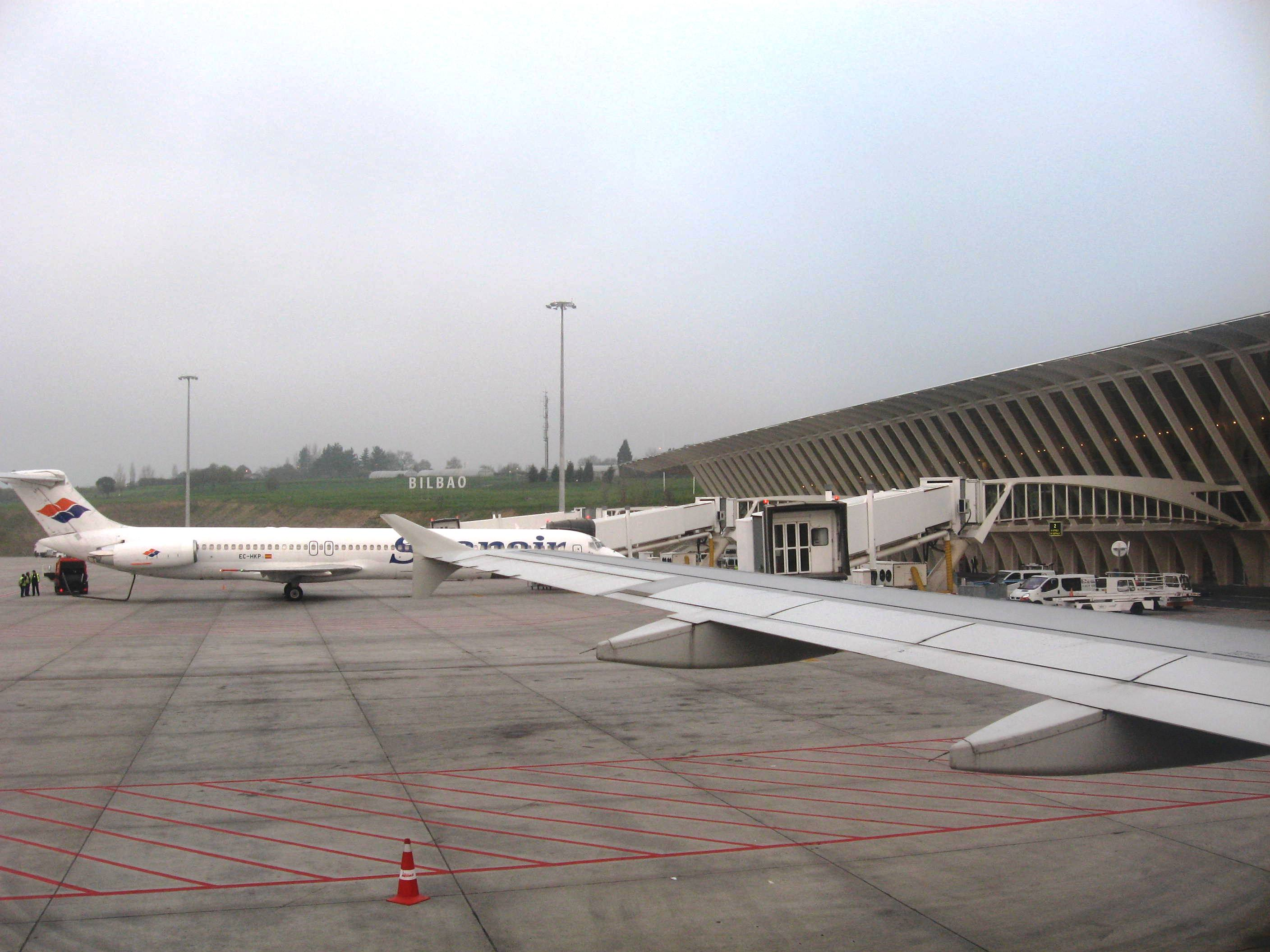
ビルバオ空港

バスク州にはビルバオ空港、サン・セバスティアン空港、ビトリア空港の3つの空港がある。最も重要な空港はビルバオ空港であり、ロンドンやヨーロッパの多くの都市に向けた国際便を有している。2012年の旅客数は約417万人であり、スペイン国内では13番目に旅客数の多い空港だった。上位15空港の中で旅客数が前年より増加した2空港の一つであり、2011年から3.1%の伸びを記録した。サン・セバスティアン空港はバルセロナ、マドリード、グラン・カナリアに向けた国内便を有しており、スペイン＝フランス国境を流れるビダソア川に面している。2012年の旅客数は約26万人であり、スペイン国内では31番目に旅客数の多い空港だった。ビトリア空港は3空港の中で最長の3,500mの滑走路を有するが、2012年の旅客数は約24,000人であり、スペイン国内では37番目に旅客数の多い空港だった。ビトリア空港は貨物便を主体とする空港であり、スペインで4番目に貨物取扱量が多い空港である。2014年10月にはニューヨーク行きの旅客便が設定され、バスク地方から初めて大西洋を超える便となった。
港湾
ビルバオ港とパサイア港がバスク州の2大港湾である。このほかに、ベルメオやオンダロアなどに中小規模の漁港がある。ビルバオ港はスペインで最も重要な経済地区の一つであり、航空工学、電子工学、エネルギー、鉄鋼、工作機械などの産業の拠点となっている。2005年には3,680万トンの貨物を取り扱い、スペインで4番目に貨物取扱量の多い港湾だった。ビルバオとイギリスのポーツマスとの間にはフェリーの路線がある。

### 言語

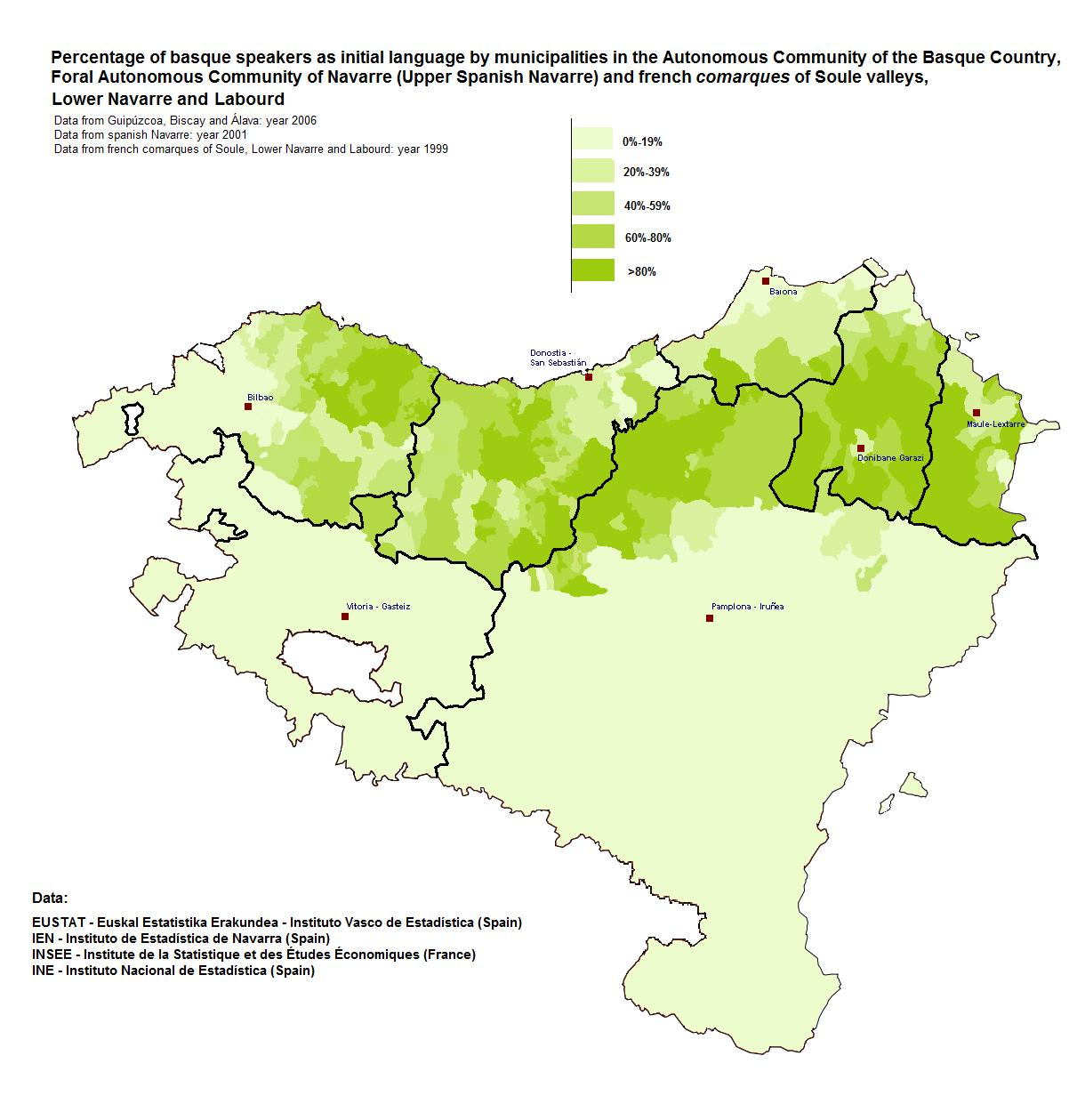
バスク地方における自治体別バスク語話者の割合。

バスク州の公用語はバスク語とカスティーリャ語（スペイン語）の二言語である。国民国家の成立過程においてスペイン政府は、バスク人とその言語的アイデンティティを抑制しようと試みてきた。スペインの民主化移行期の1975年頃にはバスク7領域で160校のイカストラ が34,000人の生徒を抱えるまでに至った。スペイン1978年憲法第3条ではカスティーリャ語を国家公用語と定めているが、同時に他言語も自治州内の公用語となる可能性を明記している。1979年のゲルニカ憲章ではバスク州の固有言語としてバスク語を選定し、カスティーリャ語との二言語共同公用体制を敷いた。バスク州政府文化省言語政策局が言語政策を主導し、エウスカルツァインディア（バスク語アカデミー）が諮問機関に指定された。1982年にはバスク語使用正常化基本法が発効され、Aモデル（カスティーリャ語が教育言語でバスク語は必修科目）、Bモデル（カスティーリャ語とバスク語の双方が均等に教育言語）、Dモデル（バスク語が教育言語でカスティーリャ語は必修科目）の3つの言語教育モデルが導入された。バスク語は欧州連合（EU）機関内でも限定的使用が認められており、2011年にはスペイン国会上院でも使用が認められるようになった。
2012年時点ではほぼ100%の生徒が初等学校で何らかのバスク語の教育を受けている。2006年にバスク州で16歳以上の全住民を対象に行われた社会言語学調査によると、30.1%は流暢なバスク語話者であり、18.3%はバスク語を話すことができ、51.5%はバスク語を話すことができないという結果だった。流暢なバスク語話者の割合はギプスコア県（49.1%）が最高、アラバ県（14.2%）が最低であり、流暢な話者の割合は1991年が24.1%、1996年が27.7%、2001年が29.5%と、年々増加している。流暢な話者の割合は16歳-24歳までの年代（57.5%）が最も高く、65歳以上は25.0%にとどまっている。ギプスコア県の大部分の地域、ビスカヤ県の中部と東部、アラバ県の北端でバスク語は強い存在感を示しているが、ビスカヤ県西部、アラバ県の大部分に存在するバスク語話者は、カスティーリャ語に次ぐ第二言語としてバスク語を使用している。バスク語話者のほぼ全員がカスティーリャ語またはフランス語とのバイリンガルである。多くの自治体ではバスク語話者とカスティーリャ語・フランス語話者が混在しており、住民全てがバスク語話者である自治体は存在しないといえる。

### 教育

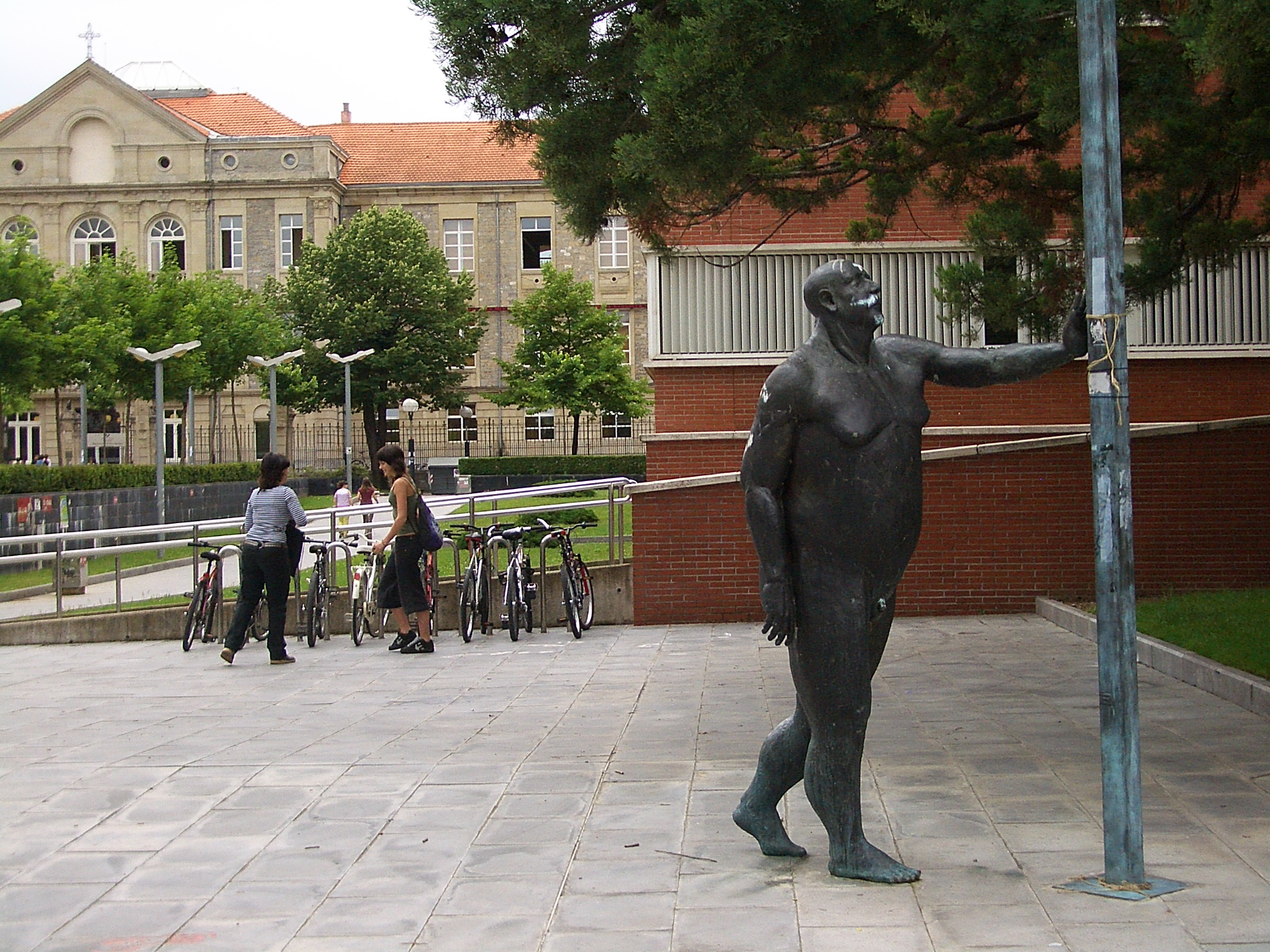
唯一の公立大学であるバスク大学。

1886年にイエズス会によってビルバオ近郊のデウスト にデウスト大学が創設され、1962年にスペイン政府によって正式な大学として認可された。デウスト大学の卒業生であるバスク自治政府首相のホセ・アントニオ・アギーレなどによって公立大学の創設が望まれており、スペイン内戦中の1938年にはビルバオに公立大学が設置された。バスク州発足後の1980年には、自治州各地の教育機関を統合して正式にバスク大学（UPV）が創設された。バスク大学は3県それぞれにキャンパスを置いており、バスク州にある唯一の公立大学である。1943年にはアラサーテ/モンドラゴンに高等工科学校が設立され、1997年に正式にモンドラゴン大学として創設された。

### メディア
バスク州における2010年の日刊紙の普及度は51.8%であり、17自治州のうち第3位である。大きく分けて、『エル・パイス』や『エル・ムンド』などマドリードで発行されている全国紙、『エル・コレオ』（ビスカヤ県とアラバ県中心）や『エル・ディアリオ・バスコ』（ギプスコア県中心）などマドリードとの結びつきが強い保守的な地方紙、『ガラ』や『ベリア』（バスク語のみ）などバスク・ナショナリズムとの親和性が強い地方紙の3種類に分類される。他州も含めたスペイン全体での発行部数は、エル・コレオが約12万部、ガラが約13万部、ベリアが約5万部などである。バスク州の公共放送としてEITB（バスク・ラジオ・テレビ局）があり、2チャンネルを有するテレビの片方はバスク語のみで放送している。2012年時点ではインターネット空間におけるバスク語の使用頻度は全言語中38位である。

## 文化

### スポーツ

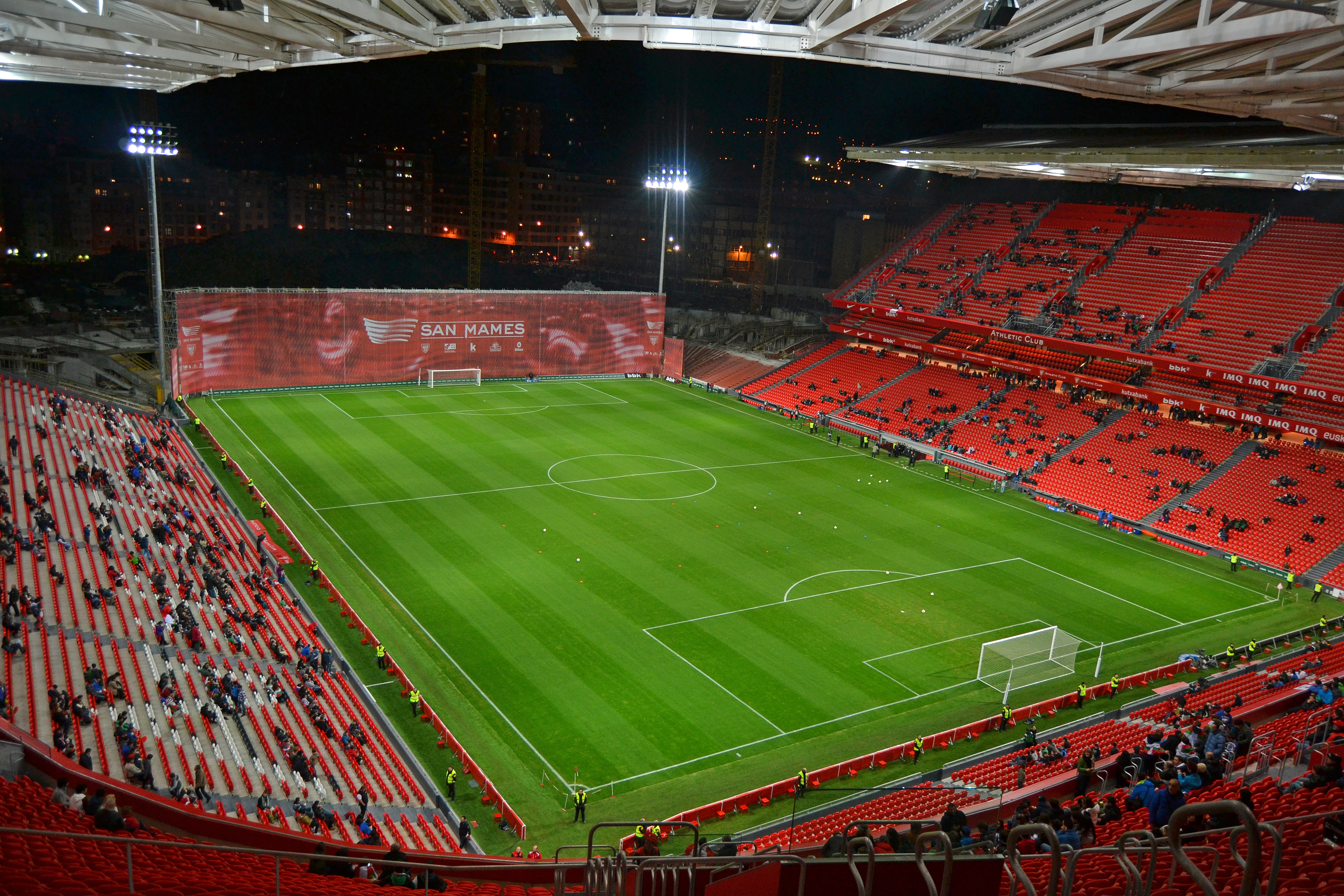
アスレティック・ビルバオのスタジアム。

バスク州ではサッカー、バスケットボール、自転車競技などが盛んである。サッカークラブにはビルバオのアスレティック・ビルバオ（全国リーグ優勝8回・全国カップ優勝24回）、サン・セバスティアンのレアル・ソシエダ（リーグ優勝2回・カップ優勝2回）、ビトリア＝ガステイスのデポルティーボ・アラベスなどのクラブがあり、いずれもリーガ・エスパニョーラに所属している。アスレティック・ビルバオはバスク人のみで選手を構成していることが特徴であり、レアル・マドリードやFCバルセロナとともに1部リーグから降格したことがない3クラブのひとつである。レアル・ソシエダもかつてはバスク人のみで選手を構成していたが、1989年以降はスペインの他地域出身選手やスペイン国外出身選手を獲得している。フランコが死去してスペインが民主化移行期にあった1980年代初頭には、この2クラブが4シーズンの間リーガ・エスパニョーラのタイトルを独占した。バスク州出身の著名選手には、スペイン代表最多出場記録を保持していたアンドニ・スビサレッタ、2010 FIFAワールドカップ優勝メンバーとなったシャビ・アロンソなどがいる。
バスケットボールクラブにはビトリア＝ガステイスのサスキ・バスコニア（リーグ優勝1回・カップ優勝5回）、ビルバオのCBビルバオ・ベリー、サン・セバスティアンのギプスコア・バスケットクラブなどがあり、いずれもリーガACBに所属している。自転車競技チームにはかつてUCIプロチームのエウスカルテル・エウスカディが存在し、北京オリンピック個人ロード金メダルのサムエル・サンチェスなどが所属していたが、資金難のために2013年に解散した。エウスカルテルは「バスク人のバスク人によるバスク人のためのチーム」であり、2012年までは所属選手をバスク地方出身かバスク地方でアマチュア時代を過ごした選手に限定していた。

### 料理

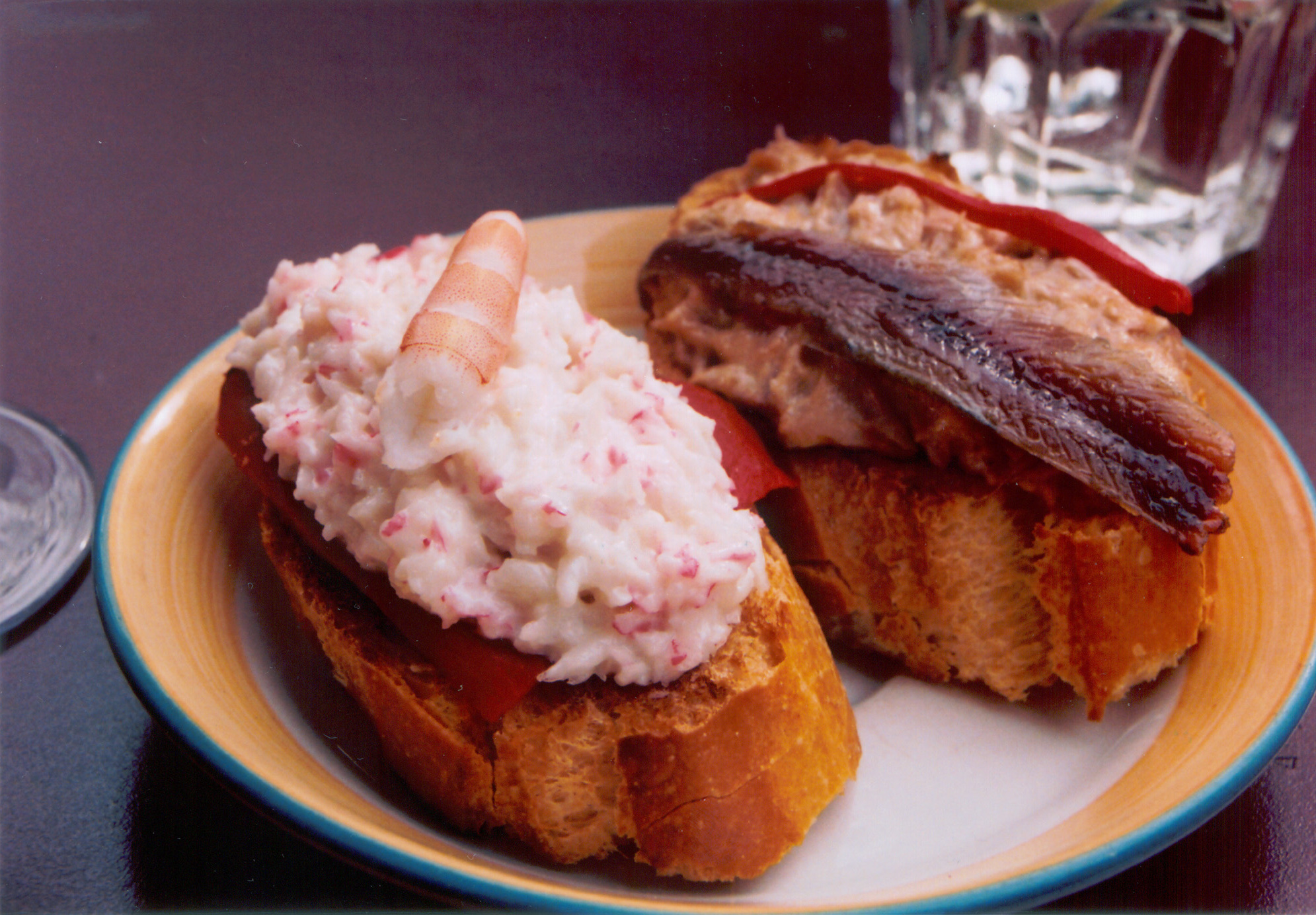
皿に盛られたピンチョス。

バスク地方はピンチョスなどで知られるバスク料理が有名である。1967年にはバスク地方出身の料理人のルイス・イリサールがギプスコア県・サラウツにスペイン3番目となる料理学校を開校させ、1992年にはサン・セバスティアンにも料理学校を開校させた。この学校には自身の名を冠し、現在ではスペイン一の料理学校と言われている。サン・セバスティアン出身の料理人のカルロス・アルギニャーノは1990年代以降にエンターテインメント性を重視した料理番組の司会を務め、スペインにおける料理人の地位を高めることに成功した。1999年にはサン・セバスティアンで料理に関する世界初の学会が開催され、これ以後にはスペイン各地に料理学会が発足した。2011年にはヨーロッパ初の食科学に関する4年制大学として、モンドラゴン大学の食科学部の研究機関という位置づけでバスク・クリナリー・センター（バスク料理センター）が開設された。